# آن سبيلبرغ
آن سبيلبرغ (بالإنجليزية: Anne Spielberg)‏ (25 ديسمبر، 1949) هي كاتبة مشهدية (سيناريو) وشقيقة المخرج ستيفن سبيلبرغ.
ولت في فيلادلفيا، بنسيلفانيا في عام 1949. وبعد العمل في شركة الأنتاج التي يملكها أخوها أمبلن إنترتانمنت، قامت بالمساعدة في كتابة سيناريو فيلم Big عام 1988. حيث تم ترشيحها لجائزة الاوسكار لأفضل كتابة مشهدية (سيناريو) أصلي، كما قامت بالمشاركة في إنتاج هذا الفيلم بجانب منتج الأفلام والمسلسلات جيمس بروكس. كما قامت بالمساعدة في كتابة فيلم سمول سولجرز عام 1998.

## وصلات خارجية
- آن سبيلبرغ على موقع IMDb (الإنجليزية)
- آن سبيلبرغ على موقع ألو سيني (الفرنسية)
- آن سبيلبرغ على موقع أول موفي (الإنجليزية)
- آن سبيلبرغ على موقع قاعدة بيانات برودواي على الإنترنت (الإنجليزية)
- آن سبيلبرغ على موقع قاعدة بيانات الأفلام السويدية (السويدية)
- آن سبيلبرغ على موقع قاعدة بيانات الفيلم (الإنجليزية)
- آن سبيلبرغ على موقع كينوبويسك (الروسية)

صفحة آن سبيلبرغ على imdb